# Luca Carboni (album)
Luca Carboni è il terzo album in studio del cantautore italiano Luca Carboni, pubblicato dalla RCA Italiana il 26 settembre 1987.
L'album viene poi pubblicato in Germania e, a gennaio 1989, anche in Spagna in lingua spagnola, adattato da Bernardo Fuster e Carlos Toro.
L'album in lingua italiana e in lingua spagnola viene pubblicato nei formati CD, 33 giri e musicassetta.
In seguito all'album parte la tournée Luca Carboni Tour 1987-1988.

## Descrizione
Ancora una volta, le canzoni sono tutte di Luca Carboni, tranne la musica di Vieni a vivere con me, che è scritta da Nicola Lenzi.
Confermato il team di produttori e di musicisti dei primi due album, quali il polistrumentista, corista, arrangiatore e ingegnere del suono Roberto Costa, il chitarrista Bruno Mariani e la partecipazione di Giovanni Pezzoli, batterista degli Stadio.
I due brani più noti di questo album, che è il più grande successo discografico del cantautore, sono Farfallina e Silvia lo sai, pubblicati come singolo per il mercato non italiano. Il primo verso di Farfallina è preso da La canzone del sole  di Lucio Battisti ("un fiore in bocca può servire", ma smentendolo col verso seguente "non ci giurerei"). In Silvia lo sai il ritornello parla di un alter ego di nome Luca, il quale si buca ancora. Tuttavia la canzone non è autobiografica, ma parla di un omonimo amico dell'adolescenza di Carboni che, come ha dichiarato il cantautore nel corso di un'intervista, qualche anno dopo la pubblicazione della canzone è poi riuscito a venir fuori dalla dipendenza da eroina.
Continuate così è dedicata agli uccelli che cinguettano, facendo riferimento ai discorsi di San Francesco d'Assisi che parlava agli animali.
Vieni a vivere con me è stata una delle prime canzoni ad affrontare la realtà sociale della convivenza al di fuori del vincolo matrimoniale.
I testi in lingua spagnola rispecchiano piuttosto fedelmente quelli originari. Le basi musicali e quindi gli arrangiamenti sono pressoché identici rispetto alla versione italiana. Solamente Vente a vivir conmigo ha un finale prolungato e che non sfuma.
Il 22 novembre 2024, l'album viene ripubblicato in vinile 33 giri di colorazione bianco con un inserto autografato dall'artista e in versione CD insieme ad un 45 giri contenente le canzoni in lingua spagnola Silvia lo sabe e El autobus de noche con libretto a 12 pagine.

## Tracce
- CD (RCA Italiana, PD 71276, )

Testi e musiche di Luca Carboni eccetto dove indicato.
1. Silvia lo sai – 4:44
2. Caro Gesù – 4:58
3. Lungomare – 4:45
4. Voglia di vivere – 3:56
5. Gli autobus di notte – 2:59
6. Farfallina – 5:16
7. Continuate così – 4:22
8. Vieni a vivere con me – 3:58 (Luca Carboni, Nicola Lenzi)
9. Chicchi di grano – 5:10

Durata totale: 40:08
Edizione Spagna 1989
- CD (RCA Italiana, PD 74018, )

1. Silvia lo sabe – 4:44
2. Querido Jesus – 4:58
3. Paseo maritimo – 4:45
4. Las ganas de vivir – 3:56
5. El autobus de noche – 2:59
6. Mariposa – 5:16
7. Continuad asi – 4:22
8. Vente a vivir conmigo – 3:58
9. Granos de trigo – 5:10

Durata totale: 40:08

## Promozione
Italia, Germania
| Singolo e videoclip   | Data di uscita |
| Silvia lo sai         | 1987           |
| Vieni a vivere con me | 1987           |
| Lungomare             | 1988           |

Spagna
| Singolo e videoclip   | Data di uscita |
| Silvia lo sabe        | 1989           |
| Mariposa              | 1989           |
| Vente a vivir conmigo | 1989           |

## Formazione
- Luca Carboni – voce
- Bruno Mariani – Chitarre acustiche e elettriche
- Roberto Costa – Basso, Programmazione Tastiere, Pianoforte, Tastiere e cori
- Giovanni Pezzoli – batteria